# Àcids grassos omega 3

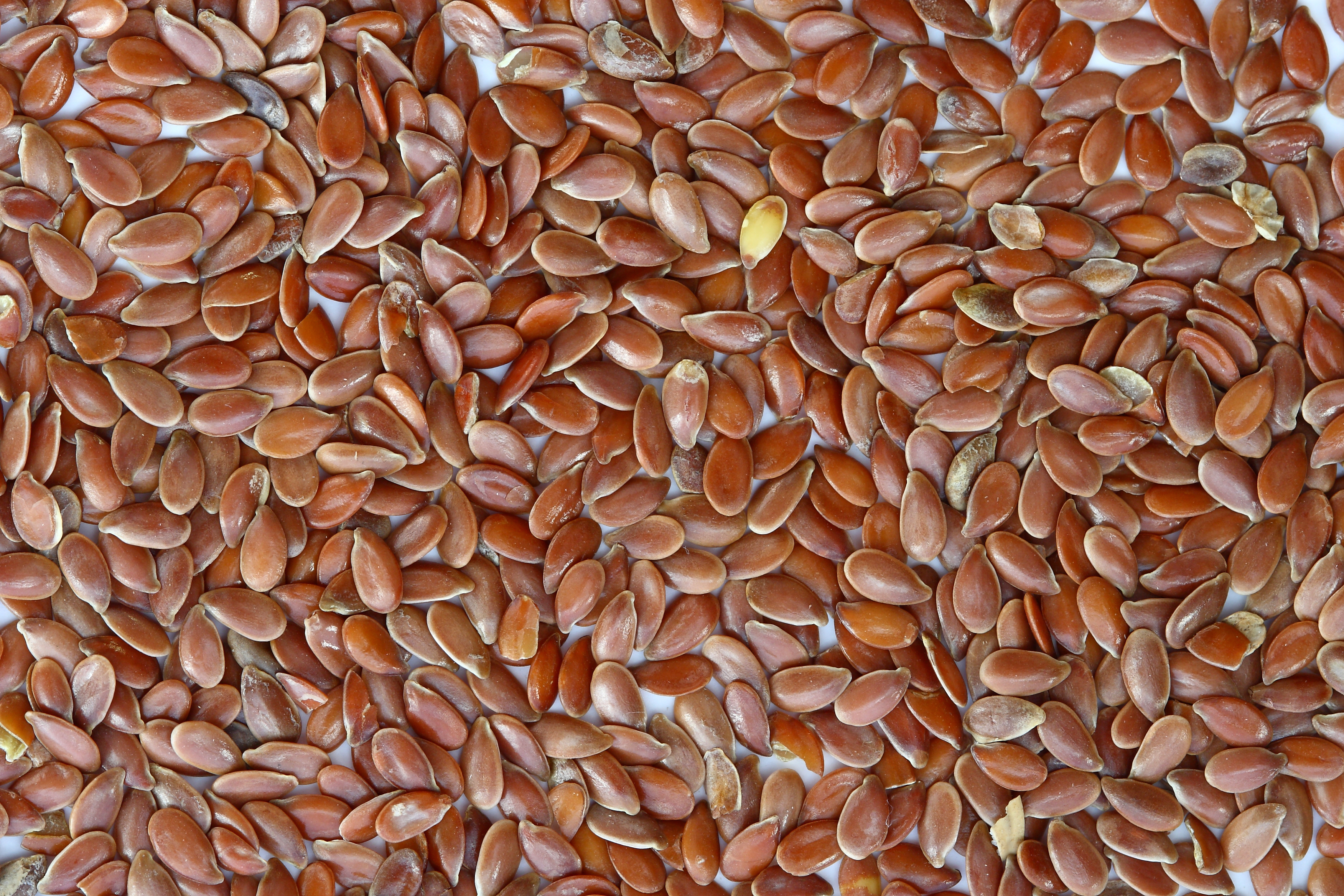
Les llavors de lli són molt riques en omega-3.

Els àcids grassos omega 3 constitueixen una família d'àcids grassos insaturats (molècules de la família dels lípids) que es caracteritzen per tenir el seu primer doble enllaç (insaturació) a la posició tercera començant pel darrer àtom de carboni. Aquest tret estructural distintiu els atorga unes propietats físiques especials i els converteix en precursors insubstituïbles de molècules que els éssers vius utilitzen per a regular determinades funcions circulatòries.

## Estructura dels àcids grassos insaturats omega-3 i semblança amb els omega-6
Si bé als àcids grassos els àtoms de carboni estan numerats de manera convencional –des del carboni terminal-, els nombres omega es calculen des de l'extrem invers (el metil terminal) de les molècules. La longitud de la cadena de carbonis, el nombre i la localització d'enllaços dobles confereixen als àcids grassos propietats fisiològiques diferents i permet agrupar-los en àcids grassos saturats (aquells que no presenten cap enllaç doble), monoinsaturats (els que tenen un sol enllaç doble) i poliinsaturats (els que tenen dos o més enllaços dobles). D'ells, el omega-3 i els omega-6 tenen una estructura molt semblant. I com tots els àcids grassos, s'agrupen segons la posició del carboni en el qual se situa el primer enllaç doble, però començant a comptar els àtoms de carbonis per la part final. El carboni 2, el carboni a què està unit el grup carbonil també es denomina carboni α, el carboni 3 és el carboni β i el carboni 4, el carboni ϒ. El carboni del grup metil terminal es denomina carboni ω, independentment de la longitud de la cadena. En comptar a partir de l'últim carboni, si el primer enllaç doble es troba en el carboni 3 (C-3), ens referirem a àcids grassos poliinsaturats (AGPI) omega-3, mentre que, si el primer enllaç doble apareix en C-6, parlarem d´omega-6. Aquests dos àcids grassos, omega-3 i omega-6 són molt fàcils de reconèixer, identificar i nomenar. L'àcid α-linoleic és un exemple d'àcid tipus omega-3. Apareixen en la seva cadena, 18 carbonis, 3 dobles enllaços situats als carbonis nou, dotze i quinze respectivament des del carboni terminal. Els àcids linoleic i α-linolènic poden escriure’s com 18:2 omega-6 (el que és equivalent a 18:2Δ9,12) i 18:3 omega-3 (que és igual a 18:3Δ9,12,15), respectivament. El nombre a la dreta d'omega designa el carboni en què es troba el primer doble enllaç, comptant des de l'extrem metil terminal de l'àcid gras. Els dobles enllaços successius sempre estan separats per tres carbonis de distància. Resulta notable que els àcids grassos amb dobles enllaços trans tenen estructures tridimensionals semblants a les dels àcids grassos insaturats. A més a més, la presència d'un o més dobles enllaços en un àcid gras el fa susceptible a l'çoxidació. L'àcid linoleic (18:2 omega-6 o 18:2 Δ9,12) és el precursor de nombrosos derivats, que es formen per reaccions d'elongació, de dessaturació o ambdues. Alguns àcids grassos son derivats omega-3 i omega-6. Es tracta dels àcids γ-linoleic (18:3Δ6,9,12 o 8:3 omega-6), araquidònic (20:4Δ5,8,11,14 o 20:4 omega-6) i docosapentaenoic (22:5Δ4,7,10,13,16 o 22:5 omega-6) (DPA). L'àcid linoleic i els seus derivats es denominen en conjunt àcids grassos omega-6 i el α-linolènic (18:3 omega-3 o 18:3Δ9,12,13) i els seus derivats, com els àcids eicosapentaenoic (EPA) (20:5Δ5,8,11,14,17 o 20:5 omega-3) i descosahexaenoic (DHA) (22:6 Δ4,7,10,13,16,19 o 22:6 omega-3), són els àcids grassos omega-3.
Els humans requereixen l'àcid α-linoleic (AGPI omega-3). Tot i això no tenim la capacitat enzimàtica per sintetitzar-lo, per això, cal que aquest sigui obtingut a partir de la dieta. A partir de l'àcid α-linoleic, els éssers humans poden sintetitzar dos altres AGPI omega-3 que son importants a la funció cel·lular: l'àcid eicosapentaenoic, i l'àcid docosapentaenoic. L'àcid linoleic, el precursor de l'àcid araquidònic (omega-6), que constitueix el substrat per a la síntesi de prostaglandines, i l' àcid α-linolènic, el precursor dels àcids grassos omega-3 que són importants pel creixement i desenvolupament, són components essencials de la dieta.
El desequilibri dels AGPI omega-6 i omega-3 a la dieta està associat amb un major risc de malalties cardiovasculars. La proporció òptima d'omega-6 i omega-3 en la dieta es troba entre 1:1 i 4:1.

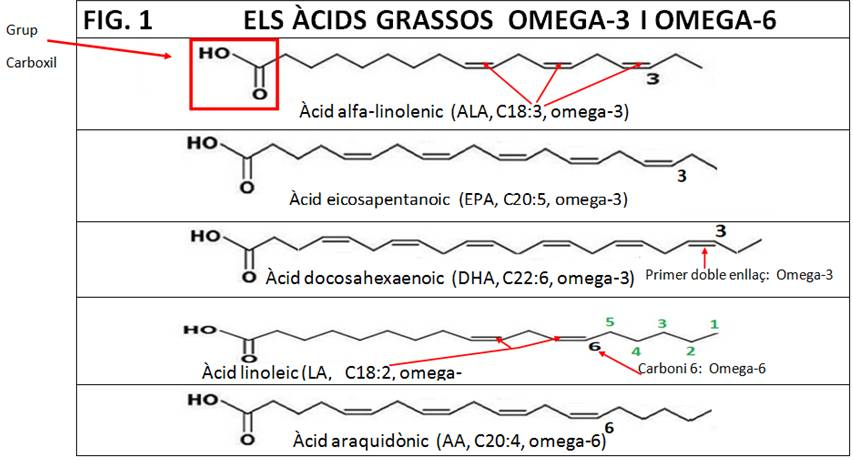
Il·lustració de la estructura química dels àcids grassos omega-3 i omega-6

## Paper en la salut
El nostre cos és capaç de sintetitzar àcids grassos saturats, així com àcids grassos mono-insaturats (bàsicament, àcid oleic) però, en canvi, és incapaç de sintetitzar àcids grassos poliinsaturats com ara els del tipus omega-3 que, així, adquireixen el caràcter d'essencials i fa indispensable la seva ingesta en la dieta. Els àcids grassos del tipus omega-3 tenen un paper fonamental com a constituents de les diverses membranes cel·lulars, com a precursors de caràcter regulador (prostaglandines, tromboxà, leucotriens, ...)i, en petita proporció com a font d'energia pels diferents processos cel·lulars.
En el context de l'estil de vida modern i la dieta, s'ha donat un canvi radical en la ingesta d'àcids omega-6 i omega-3 en les societats occidentals els últims 150 anys. Per això, el balanç existent entre els àcids grassos poliinsaturats omega-3 i omega-6, establert durant el llarg període de l'evolució humana, ha canviat ràpidament al llarg d'un curt període sense anar acompanyat dels canvis genètics corresponents. Múltiples fonts d'informació suggereixen que els humans van evolucionar amb una dieta que tenia una ratio d'omega-6 respecte omega-3 de ~1 mentre que en les dietes occidentals la ratio és de 15/1-16,7/1. En altres paraules, els humans vivint en societats modernes estan exposats a un ambient nutricional que difereix de la seva constitució genètica. Diversos autors han cridat l'atenció sobre la influència de l'alimentació en l'augment de la prevalença de malalties cardiovasculars i trastorns neurològics en els països desenvolupats. Aquesta ratio excessivament alta de consum d'àcids grassos omega-6 (olis de llavors especialment rics en àcid linoleic) respecte a àcids grassos omega-3 promou la patogènesis de moltes malalties, incloent malalties cardiovasculars, càncer i malalties inflamatòries i autoimmunes. Per altra banda, un nivell elevat d'àcids grassos poliinsaturatsomega-3, per exemple a través de la ingesta de peix, demostra tenir efectes supressors.
L'àcid poliinsaturat omega-3 és considerat de particular interès en el tractament de determinades formes de malalties cròniques. Degut a les proves proporcionades per estudis en animals i humans, que informen que un dèficit d'omega-3 porta a una funció neuronal alterada (especialment en neurotransmissor serotoninèrgics i dopaminèrgics) i estatuts inflamatoris alterats, la plausibilitat dels efectes biològics de l'omega-3 va provocar diverses hipòtesis.
Els àcids grassos del tipus omega-3 tenen un paper important en la prevenció o millora d'algunes alteracions o malalties de caràcter mental com la depressió, els dèficits d'atenció, la síndrome d'hiperactivitat, el trastorn bipolar,etc.

### Malalties cardiovasculars
Amb l'objectiu de prevenir les malalties dels sistema cardiovascular, especialment la malaltia isquèmica miocàrdia, des de finals dels anys 1950s s'ha instat a la població a seguir dietes baixes en colesterol i en àcids saturats, reduint la ingesta de llet, mantega, ous i, en general, àcids grassos d'origen animal. L'interès sobre efectes de l'àcid gras omega-3 data des dels anys 1970, pel descobriment de les baixes taxes d'infart de miocardi i altres esdeveniments coronaris en les poblacions amb consum freqüent de peixos, com ara els inuits de Groenlàndia i els japonesos.
Aquest tipus d'àcids grassos tenen un paper protector en front dels processos associats a les malalties del sistema cardiovascular afectant a diversos factors relacionats amb el procés arteroscleròtic i les seves complicacions (triglicèrids del plasma, agregació plaquetar, trombosi, expressió de factors d'adhesió, dinàmica del procés inflamatori, pressió arterial, arrítmia cardíaca, ...). Per altra banda, els àcids grassos del tipus omega-3, fonamentalment l'àcid docosahexaenoic (DHA), tenen un paper fonamental en la estructura i el funcionament del sistema nerviós essent indispensables per l'adequat desenvolupament neurològic del fetus i de l'infant; alhora, tenen una marcada influència en la prevenció i la millora de diversos trastorns mentals. A més, cal esmentar els seus efectes beneficiosos sobre diferents processos de caràcter inflamatori (asma bronquial, artritis reumatoide, psoriasi, ...), en la progressió dels processos neoplàstics, el rendiment esportiu,etc.
Molts estudis han avaluat els efectes d'àcid gras Omega-3, els més populars són EPA i DHA, i han donat resultats contudents que recolzen la hipòtesi de la funció d'omega-3 respecte les malalties cardiovasculars i els factors de risc. Estudis observacionals i clínics demostren que un major consum de peix i nivell dietètic més elevats d'omega-3 comporta un menor risc d'insuficiència cardíaca43 i malalties coronàries, disminuint els nivells de triglicèrids, la pressió arterial i l'agregació de plaquetes. Un assaig va estudiar la dieta i la recurrència d'infart. Es van distribuir de manera aleatòria 2033 homes que havien tingut un infart de miocardi recentment en tres grups amb diferents intervencions dietètiques. El grup que va rebre consell respecte al peix, va tenir una reducció relativa en el total de mortalitat del 29% durant els dos anys de seguiment, principalment gràcies a una reducció en les morts per malaltia coronària del cor. Un altre assaig, realitzat pel Gruppo Italiano per lo Studio della Sopravvivenza nell'Infarto Miocardico Prevenzione (GISSI-Prevenzione),va dividir aleatòriament 11 324 pacients que havien patit un infart de miocardi en dos grups, un prenia una capsula diària de 850 mg d'àcid gras omega-3 i l'altre 300 mg de vitamina E. Després de 3,5 anys, els participants que prenien les capsules amb oli de peix van tenir una reducció en el risc relatiu de mort cardiovascular del 30%, i d'un 45% en mort sobtada. Aquests beneficis es van fer aparents després de només 4 mesos de la distribució aleatòria dels pacients.
 L'Associació Americana del Cor recomana el consum de dues porcions de peix per setmana per a persones sense història de malalties coronàries i almenys una porció de peix diàriament per a aquells amb malaltia coronària coneguda. Per als pacients que necessiten baixar els seus triglicèrids, l'Associació Americana del Cor calen dosis més altes d'omega-3(2-4g/dia).

### Càncer
Una gran quantitat d'informacions entre molts països i poblacions amb característiques demogràfiques diferents no proporcionen evidència que manifesti una associació significativa entre els àcids grassos omega-3 i la incidència de càncer. Els suplements dietètics amb àcids grassos omega-3 són poc propensos a prevenir el càncer.
Es va fer una metanàlisi de la ingesta de peixos i el càncer de pròstata, centrant-se en la incidència del càncer de pròstata i la mortalitat específica del càncer de pròstata i va incloure anàlisis de subgrups basats en la raça, el tipus de peix, el mètode de preparació de peixos i el grau d'alt grau càncer. Però les anàlisis no proporcionen evidència forta d'una associació protectora del consum de peix amb incidència de càncer de pròstata, però va mostrar una significativa reducció del 63% en la mortalitat específica del càncer de pròstata.
No obstant, el càncer de mama pot ser una excepció. Un estudi demostra que un consum més elevat d''àcids grassos omega-3 s'associa amb un menor risc de càncer de mama, malgrat que cal més estudis de cohort més profunds per recolzar aquesta hipòtesi. Aquests resultats podrien tenir repercussions en la salut pública en relació amb la prevenció del càncer de mama mitjançant intervencions dietètiques i d'estil de vida.

### Prevenció primària de malalties al·lèrgiques
Les dades epidemiològiques suggereixen que els factors dietètics poden tenir un paper important en els increments de la prevalença de malalties al·llèrgiques. Un possible component relacionat amb l'aliment podria ser la disminució de consum d'àcids grassos omega-3, tot i així, els assajos clínics sobre la relació dels àcids grassos omega-3 amb les al·lèrgies als adults han estat decebedors.
Tanmateix, d'altra banda, es coneix que el sistema immune immadur és altament susceptible a les condicions ambientals immuno-moduladores, especialment en el període pre i postnatal. Hi ha hagut diversos estudis amb objectiu d'analitzar els efectes immuno-moduladors dels suplements d'àcids grassos omega-3 en la fase perinatal sobre el sistema immunitari del nen. Existeix evidència que l'exposició a l'àcid gras omega-3 afecta les cèl·lules T i les cèl·lules que presenten l'antigen dels nounats.Tot i que els experiments amb animals han obtingut resultat encoratjadores, en general, hi ha evidències limitades per donar suport a la hipòtesi que la suplementació materna de l'àcid gras omega-3 durant l'embaràs i / o la lactància pot reduir la malaltia al·lèrgica en els nens. En aquests estudis, la suplementació perinatal va tenir efectes positius sobre diferents fenotips clínics de la síndrome atòpica. No obstant això, es necessiten més estudis per aprofundir en l'oportunitat de la immuno-modulació perinatal.

### Malalties de caràcter mental
Els àcids grassos del tipus omega-3 tenen un paper important en la prevenció o millora d'algunes alteracions o malalties de caràcter mental com la depressió, els dèficits d'atenció, la síndrome d'hiperactivitat, el trastorn bipolar, ....
Diversos estudis suggereixen que la depressió podria compartir característiques patofisiològiques amb malalties cardiovasculars així com els seus factors de risc com ara l'augment en la producció de citocines proinflamatòries, disfunció endotelial i elevacions en els nivells d'homocisteïna plasmàtica. trastorns depressius i cardiovasculars comparteixen anormalitats en el flux sanguini i menor metabolisme de glucosa.
Un altre estudi important és l'estudi que observa l'efecte de l'àcid gras omega-3 en esquizofrènia. Aquest experiment va ser dissenyat per explorar la relació entre el consum diari d'oli de peix (360 mg DHA + 540 mg EPA) i la reducció de símptomes i comportaments violents entre els pacients amb esquizofrènia. Es van assignar aleatòriament a cinquanta pacients hospitalitzats que reunien criteris ICD-10 per a l'esquizofrènia i que marcaven més de quatre d'Escala d'agressió oberta modificada (MOAS) amb tractament antipsicòtic per rebre oli de peix o un placebo en una dotzena de setmanes, prova de suplementació doble cega. Les avaluacions es van realitzar a la línia de base i a les setmanes 4, 8 i 12. Les puntuacions de PANSS i CGI van disminuir a la setmana de 4, 8 i 12, però no es van trobar diferències entre els dos grups. Les puntuacions de MOAS es van reduir significativament a les setmanes 4, 8 i 12. A la setmana 12, les puntuacions de MOAS del grup d'oli de peix van disminuir significativament que el grup placebo (t = -2.40, P <0,05). Els pacients amb esquizofrènia violenta tractats amb oli de peix (360 mg DHA + 540 mg EPA) van demostrar una disminució de la violència, però la millora dels símptomes positius i negatius no va ser superior als pacients tractats amb placebo després de dotze setmanes.

### Beneficis saludables
S'atribueixen als àcids grassos omega 3 les següents qualitats:
- Inhibició parcial de la formació de coàguls sanguinis.
- Contribució a la dilatació dels vasos sanguinis en situacions de manca d'oxigen.
- Factor de prevenció de trastorns cardiovasculars relacionats amb l'arrítmia.
- Contribució a la reducció dels nivells de colesterol en sang. Aquesta darrera propietat està compartida la resta d'àcids grassos insaturats.

## Nutrició

### Ingesta diària recomanada
Els àcids grassos poliinsaturats de la sèrie omega-3 (AGO3) fonamentals en la fisiologia humana son l'àcid α-linoleic (ALA), el docosahexaenoic (DHA) i el eicosapentaenoic (EPA). Un individu sa necessita una ingesta diària suficient d' ALA, DHA i EPA, ja que, aquests poden ser sintetitzats a partir de l'àcid α-linoleic però, la capacitat de síntesi és relativament  baixa i el cos humà no té mecanismes alternatius de síntesi d'aquests àcids. No hi ha una dosis ideal a ingerir d'AGO3, el valor necessari depèn de l'edat, l'estat de salut, tipus de ω-3, etc. Tot i així hem de mantenir la proporció adequada entre la ingesta d'àcids omega-3 i àcids omega-6 que és de 1:1-1:2 Avui en dia la relació que trobem a les dietes sol ser de 1:20 o 1:50.
La Societat Internacional per l'Estudi d'Àcids Grassos i Lípids, ISSFAL (International Society for the Study of Fatty Acids and Lipids), ha establert unes recomanacions del consum diari d'àcids grassos poliinsaturats (AGPI) per a una persona adulta i sana. Segons el seu estudi per la salut cardiovascular, una ingesta mínima d' AGPI de cadena llarga omega-3 que combini l'àcid docosahexaenoic (DHA) i el eicosapentaenoic (EPA) ha de ser de 500 mg. El consum recomanat de l'àcid α-linoleic, precursor d'EPA i DHA, ha de representar un 0,7% de la ingesta total, mentre que el consum de l'àcid linoleic, un àcid gras essencial de la sèrie omega-6, ha de representar un 2% de la ingesta total.
Segons estudis recents, la ingesta mitjana actual d'AGPI de sèrie omega-3 és de 200 mg/dia a Amèrica del Nord, 244 mg/dia al Regne Unit, 100 mg/dia a Austràlia, 250 mg/dia a l'Europa Central i 900 mg/dia al Japó. L'evidència estadística de què les poblacions esquimals, que ingereixen grans quantitats d'omega tres amb el peix blau, tenien uns percentatges notablement més baixos de malalties cardiovasculars va estimular la investigació d'aquests components alimentaris i el contingut d'omega3.
L'Autoritat Europea de Seguretat Alimentaria (EFSA, European Food Safety Authority) va publicar les seves recomanacions relatives a les mencionades anteriorment. Afirma que el valor proposat de consum diari d'ALA (0,7% de la ingesta total) és consistent amb la ingesta recomanada als ciutadans de diferents països europeus. Aquesta varia entre 0,4 i 0,8% i correspon aproximadament a 2 i 3 g/dia, si tenim en compte una ingesta de 1800 kcal/dia en dones i 2700 kcal/dia en homes. EFSA situa en 250 mg/dia el valor de referencia d'admissió d'AGPI de cadena llarga (EPA i DHA) destacant que la ingesta recomanada en països europeus es d'entre 200 mg i 500 mg.
En les referències dietètiques del consum de l'Institut de Medicina d'Acadèmies Nacionals de Washington (Institute of Medicine of the National Academies) s'indica com el consum recomanat d'àcid α-linoleic, tant en adults com en nens, un 0,6-1,2 % de la ingesta total. A la taula es troben expressats els valors recomanats (en grams per dia) de consum d'àcid α-linoleic en individus sans depenent de la seva etapa vital i sexe.
| Etapa vital | Edat            | Homes (g/dia) | Dones (g/dia) |
| ----------- | --------------- | ------------- | ------------- |
| Nadons      | 0–12 mesos      | 0,5           | 0,5           |
| Nens        | 1–3 anys        | 0,7           | 0,7           |
| Nens        | 4–8 anys        | 0,9           | 0,9           |
| Nens        | 9–13 anys       | 1,2           | 1,0           |
| Adolescents | 14–18 anys      | 1,6           | 1,1           |
| Adults      | ≥ 19 anys       | 1,6           | 1,1           |
| Embaràs     | totes les edats | -             | 1,4           |
| Lactància   | totes les edats | -             | 1,3           |

Concloent, segons fonts diferents la ingesta diària recomanada de l'àcid α-linoleic varia entre 0,4 i 0,8%, mentre que la de l'àcid docosahexaenoic (DHA) i el eicosapentaenoic (EPA) entre 200 mg i 500 mg.

### Lactància i embaràs
El requeriments nutricionals d'un nounat es diferencien significativament dels d'un individu adult. La composició de la llet humana té l'objectiu de satisfer les necessitats nutricionals dels nadons pel seu correcte desenvolupament. La llet humana presenta un valor mitjà de greixos de 3,5 g/ml. Els àcids grassos poliinsaturats formen un 15,47% dels àcids grassos totals de la llet humana, mentre que només un 2,8% dels de la llet de vaca. L' àcid α-linoleic representa un 1,01% dels àcids totals de la llet humana (0,5 en la llet de vaca). Els àcids docosahexaenoic, docosapentaenoic, docosatetraenoic tenen valors de 0,27%, 0,14% i 0,1% respectivament (la llet de vaca no els conté). L'àcid eicosapentaenoic no ha estat detectat en la llet humana (ni en la de vaca). El DHA influeix significativament en el desenvolupament cerebral i retia postnatal.
Segons un estudi de la suplementació prenatal amb DHA, l'increment dels nivells de DHA a la sang materna i, com a conseqüència, a la llet materna i cèl·lules neonatals, ha reduït el risc de retard cognitiu en els fills de dones suplementades i el risc de part prematur abans de 34 setmanes d'embaràs. Tot i així no ha manifestat cap influència en els símptomes depressius materns ni ha millorat el funcionament neurològic i visual dels nounats. Per ara, la necessitat de la intervenció d'àcids docosahexaenoic durant l'embaràs no ha estat comprovada a causa d'absència d'efectes clínics.